# VMM-164
164e Escadron d'hélicoptère de transport (USMC)
Le Marine Medium Tiltrotor Squadron 164 (ou VMM-164) est un escadron d'hélicoptère à rotors basculants MV-22 Osprey du Corps des Marines des États-Unis. L'escadron, connu sous le nom de "Knightriders" est stationné à la Marine Corps Air Station Camp Pendleton en Californie et fait partie du Marine Aircraft Group 39 (MAG-39) et de la 3rd Marine Aircraft Wing (3rd MAW).
Activé en 1964, le Marine Medium Helicopter Squadron 164 (HMM-164) a été redésigné HMMT-164 le 1er février 1999, puis VMM-164 le 9 avril 2015.

## Mission
Le VMM-164 fournit un soutien d'assaut aux troupes de combat, des fournitures et l'équipement pendant les opérations amphibies et les opérations ultérieures à terre. De manière routinière, les escadrons VMM fournissent la base d'un élément de combat aérien (ACE) de n'importe quelle mission de la Force tactique terrestre et aérienne des Marines (MAGTF) qui peut inclure des tâches de soutien d'assaut conventionnel et des opérations spéciales ainsi que la récupération de personnel ou l'évacuation de non-combattants.

## Historique

### Origine
Le HMM-164 a été activé sous les ordres du lieutenant-colonel Herbert J. Blaha le 1er juillet 1964 à la Marine Corps Air Station Santa Ana (en), dans le cadre du Marine Aircraft Group 36 (MAG-36) exploitant des UH-34 Choctaw. En 1965 il est transféré au Marine Aircraft Group 37 à la Marine Corps Air Station El Toro, Californie où l'escadron a reçu les CH-46A Sea Knight affecté aux escadrons de la côte ouest. L'escadron a dû résoudre divers problèmes techniques de démarrage, notamment des vibrations excessives du rotor et les dommages causés par le sable aux moteurs. De plus, à la suite de l'expérience de combat au Sud-Vietnam, les hélicoptères ont dû être modifiés pour monter des mitrailleuses de chaque côté de l'hélicoptère.

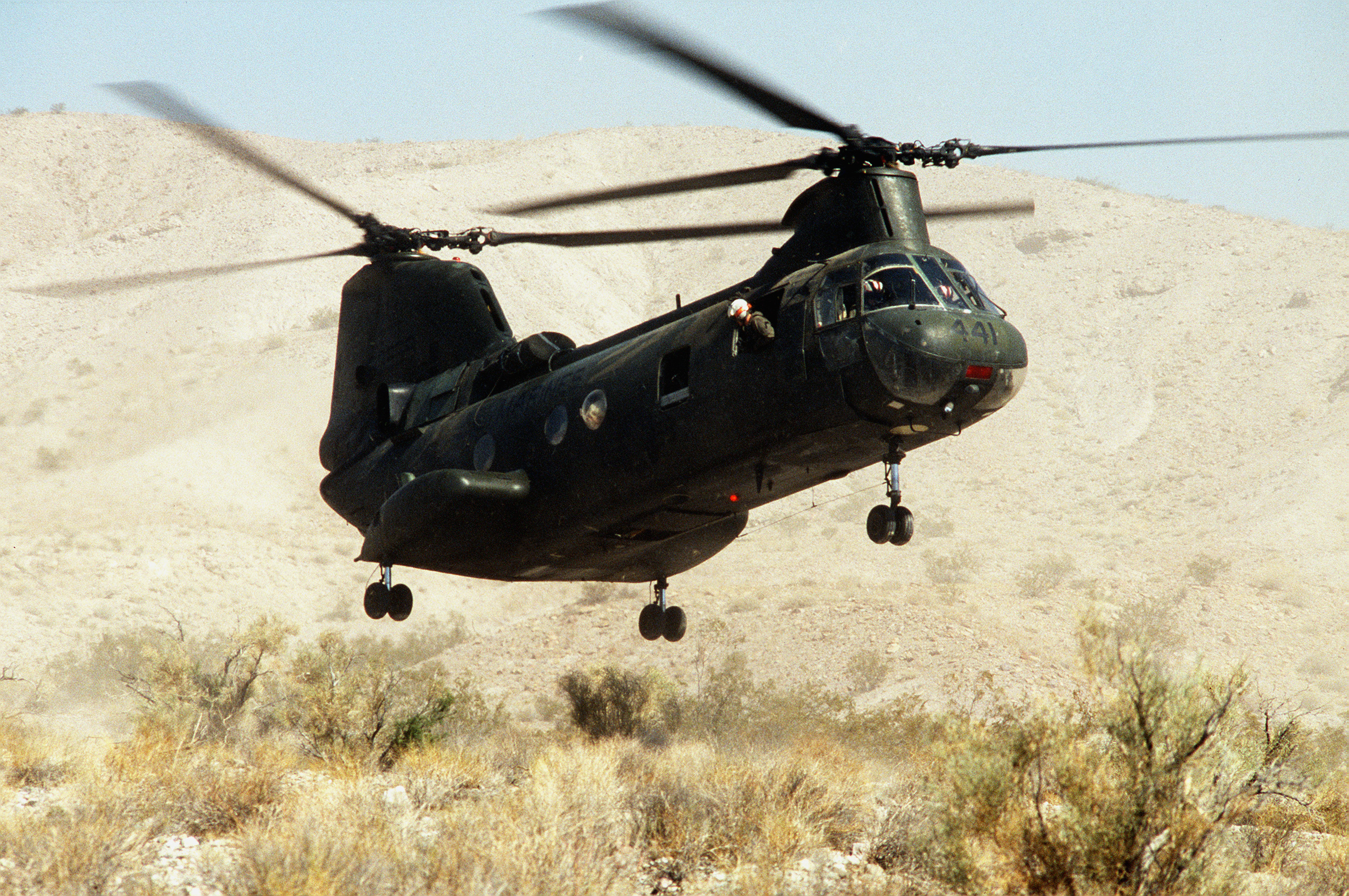
CH-46 du HMM-164 en 1986.

Le VMM-164 a été actif dans :
- Guerre du Vietnam : Opération Hastings (en) (1966), Opération Macon (en) (1966), Opération Hickory (en) (1967), Opération Buffalo (1967) (en), Opération Bold Mariner (en) (1969), Bataille de la ligne de Mỹ Chánh (en) (1972), Seconde bataille de Quảng Trị (en) (1972), Opération Eagle Pull (1975), Opération Frequent Wind (1975)
- 1990 - Opération Bouclier du désert
- 1991 - Opération Tempête du désert
- 1992-93 - Opération Restore Hope
- 1995-97 - Opération Vigilant Sentinel (en)
- 1998 - Opération Southern Watch
- 2014 - Opération Inherent Resolve